# Harry Pommer
Harry Pommer (* 17. August 1933) ist ein deutscher ehemaliger Fußballspieler. Er spielte in den Jahren 1957 und 1958 für die Betriebssportgemeinschaft (BSG) Motor Zwickau in der DDR-Oberliga, der höchsten Liga im DDR-Fußball.

## Sportliche Laufbahn
Im Alter von 21 Jahren wurde Harry Pommer in den DDR-Liga-Spielerkader der BSG Wismut Gera aufgenommen. Als Einwechselspieler gab er am neunten Spieltag sein Debüt in der zweitklassigen Liga, danach hatte er als Stürmer einen Stammplatz in der Geraer Mannschaft sicher. Vorwiegend als linker Halbstürmer spielend, absolvierte er insgesamt 17 Punktspiele und kam zweimal zum Torerfolg. Im Herbst 1955 wurde zum Übergang in den Sommer-Frühjahr-Spielrhythmus im DDR-Fußball eine Übergangsrunde ausgetragen, in der in der DDR-Liga dreizehn Runden zu absolvieren waren. Dabei wurde Pommer zwölfmal eingesetzt und schoss drei Tore. In seiner dritten DDR-Liga-Spielzeit verpasste Pommer neun Ligaspiele, war dagegen aber mit sechs Toren erfolgreich. Er wurde wieder durchgehend auf der halblinken Sturmseite eingesetzt.
Zur Saison 1957 wechselte Harry Pommer in die DDR-Oberliga zur BSG Motor Zwickau. Ohne Anpassungsschwierigkeiten eroberte er sich sofort wieder einen Stammplatz in der Mannschaft. Von Trainer Hans Höfer regelmäßig als Linksaußenstürmer eingesetzt, wurde Pommer mit acht Treffern hinter Reinhard Franz zweitbester Torschütze der Zwickauer. Im ersten Oberligaspiel der Saison 1958 spielte Pommer wieder als Linksaußen und kam sofort wieder zum Torerfolg. Am zweiten Spieltag wurde er erst in der 62. Minute eingewechselt und pausierte danach im nächsten Spiel. Auch am vierten Spieltag wurde er erst wieder in der zweiten Halbzeit eingewechselt. Anschließend kam Pommer in der Oberligamannschaft nicht mehr zum Einsatz.
Nachdem Harry Pommer in vier Spielzeiten im höheren Ligenbereich 47 DDR-Liga-Spiele mit elf Toren und 24 Oberligaspiele mit neun Toren bestritten hatte, wechselte er im Alter von 25 Jahren zur BSG Aktivist „Karl Marx“ Zwickau in die drittklassige II. DDR-Liga und kehrte nicht wieder in den höheren Ligenbereich zurück.